# Andrzej Kasprzak (koszykarz)
Andrzej Zdzisław Kasprzak (ur. 14 marca 1946 w Lublinie, zm. 24 sierpnia 2023 w Białej Podlaskiej) – polski koszykarz, reprezentant Polski, olimpijczyk.

## Życiorys
Wychowanek Lublinianki, w której to spędził całą swoją karierę koszykarską. W 1972 roku zajął drugie miejsce na liście najlepszych strzelców polskiej ligi z łączną liczbą 873 zdobytych punktów. W 1974 roku uplasował się w tej kategorii na piątym miejscu (804), w 1968 na szóstym (415 punktów), natomiast w 1969 (362) i 1970 (384) był dziesiąty. Wieloletni reprezentant Polski. Brał dwukrotnie udział w letnich igrzyskach olimpijskich: w 1968 roku w Meksyku, a następnie cztery lata później Monachium (1972). W barwach biało-czerwonych rozegrał 98 spotkań, notując 461 punktów.
Żonaty, mieszkał w Lublinie. Przez wiele lat pracował w Wojsku Polskim, w stopniu starszego sierżanta sztabowego. Córka Kasprzaka jest koszykarką Wisły Kraków. Został pochowany na cmentarzu przy ul. Unickiej w Lublinie.

## Przebieg kariery zawodniczej
- 1963–1976: Lublinianka

## Osiągnięcia i wyróżnienia
Klubowe
- Mistrz Polski:
  - Wojska Polskiego (1965)
  - juniorów (1965)
- Awans do I ligi (1966)

Reprezentacja
- Uczestnik:
  - igrzysk olimpijskich (1968 – 6. miejsce, 1972 – 10. miejsce)
  - Interkontynentalnego Pucharu FIBA (1972 – 4. miejsce)[3]